# The Jive Collection, Vol. 2
Albums de Kool Moe Dee
Greatest Hits
(1993)
The Jive Collection, Vol. 2 est une compilation de Kool Moe Dee, sortie le 27 juin 1995.

## Liste des titres
| No  | Titre                        | Album original                                | Durée |
| --- | ---------------------------- | --------------------------------------------- | ----- |
| 1.  | Go See the Doctor            | Kool Moe Dee                                  | 5:31  |
| 2.  | Do You Know What Time It Is? | Kool Moe Dee                                  | 4:15  |
| 3.  | How Ya Like Me Now           | How Ya Like Me Now                            | 5:34  |
| 4.  | Wild Wild West               | How Ya Like Me Now                            | 4:42  |
| 5.  | Let's Go                     | Bande originale du film L'Enfant du cauchemar | 5:23  |
| 6.  | They Want Money              | Knowledge Is King                             | 3:52  |
| 7.  | I Go to Work                 | Knowledge Is King                             | 4:41  |
| 8.  | Knowledge Is King            | Knowledge Is King                             | 3:39  |
| 9.  | Funke Wisdom                 | Funke, Funke Wisdom                           | 3:29  |
| 10. | The Avenue                   | Knowledge Is King                             | 3:49  |
| 11. | Death Blow                   | Funke, Funke Wisdom                           | 6:37  |
| 12. | Look at Me Now               | Greatest Hits                                 | 4:15  |